# Paukijärvi
Het Paukijärvi, Samisch: Bávgejàvri, is een meer in Zweden. Het meer in de gemeente Gällivare ligt ten zuidwesten van het dorp Pauki en is langwerpig: negen bij een kilometer. Het water in het meer stroomt naar het Tjautjasjaure.